# Bathypogon bidentatus
Bathypogon bidentatus är en tvåvingeart som beskrevs av Hull 1958. Bathypogon bidentatus ingår i släktet Bathypogon och familjen rovflugor. Inga underarter finns listade i Catalogue of Life.